# Alessia Amendola
Alessia Amendola (Roma, 27 febbraio 1984) è una doppiatrice e direttrice del doppiaggio italiana.

## Biografia
Figlia di Claudio Amendola e della doppiatrice Marina Grande, è nipote degli attori e doppiatori Ferruccio Amendola e Rita Savagnone. Nel 2001 partecipò come complice nel programma Scherzi a parte, facendo uno scherzo ai danni del padre, con cui ha fatto anche pubblicità televisiva per una nota compagnia telefonica mobile.
Nel 2024 partecipa alle selezioni della 14ª edizione di MasterChef Italia, non riuscendo però ad entrare nella masterclass.

## Filmografia

### Cinema
- La mossa del pinguino, regia di Claudio Amendola (2014)

## Doppiaggio

### Cinema
- Lindsay Lohan in Herbie - Il super Maggiolino, Quel pazzo venerdì, Quanto è difficile essere teenager!, Baciati dalla sfortuna, Bobby, Donne, regole... e tanti guai!, Machete, Scary Movie V, The Canyons, Irish Wish - Solo un desiderio, Quel pazzo venerdì, sempre più pazzo
- Awkwafina in The Farewell - Una bugia buona, Shang-Chi e la leggenda dei Dieci Anelli, La Sirenetta, Breaking News a Yuba County, Il canto del cigno, Renfield, Quiz Lady
- Elliot Page in Hard Candy, Juno, Super - Attento crimine!!!, Inception, To Rome with Love, The East, Freeheld - Amore, giustizia, uguaglianza, Flatliners - Linea mortale
- Megan Fox in Transformers, Transformers - La vendetta del caduto, Il dittatore, Tartarughe Ninja, Tartarughe Ninja - Fuori dall'ombra, I mercenari 4 - Expendables
- Jennifer Lawrence in Un gelido inverno, Il lato positivo - Silver Linings Playbook, Una folle passione, Red Sparrow, Fidanzata in affitto
- Kat Dennings in Nick & Norah - Tutto accadde in una notte, Thor , Thor: The Dark World, Il mistero della pietra magica, WandaVision
- Danielle Panabaker in Sky High - Scuola di superpoteri, La città verrà distrutta all'alba, The Ward - Il reparto, Mr. Brooks
- Emma Stone in Birdman, Sotto il cielo delle Hawaii, La battaglia dei sessi
- Michelle Trachtenberg in Ice Princess - Un sogno sul ghiaccio , 17 Again - Ritorno al liceo, Poliziotti fuori - Due sbirri a piede libero
- Kristen Stewart in Oscure presenze a Cold Creek, Tre ragazzi e un bottino, The Messengers
- Rooney Mara in Millennium - Uomini che odiano le donne, Effetti collaterali, Trash
- Rosario Dawson in L'amore criminale, Zombieland - Doppio colpo
- Jena Malone in Donnie Darko, Sucker Punch, Gli invisibili
- Jennifer Hudson in Sex and the City, Sandy Wexler, Respect
- Nina Dobrev in Away from Her - Lontano da lei, Noi siamo infinito
- Amanda Seyfried in Solstice, Pan - Viaggio sull'isola che non c'è
- Briana Evigan in Step Up 2 - La strada per il successo, Step Up: All In
- Brenda Song in In viaggio per il college, Zack & Cody - Il film
- Gabourey Sidibe in Tower Heist - Colpo ad alto livello, Precious
- Michelle Rodriguez in Avatar, Nemesi, Dungeons & Dragons - L'onore dei ladri
- Susan Wokoma in Enola Holmes, Enola Holmes 2
- Cynthia Erivo in Luther: Verso l'inferno
- Lena Waithe in Ready Player One
- AJ Michalka in Super 8
- Alice Braga in Elysium
- Alison Pill in Midnight in Paris
- Amber Tamblyn in 4 amiche e un paio di jeans 2
- America Ferrera in 4 amiche e un paio di jeans
- Anne Hathaway in Pretty Princess
- Ashanti in I Muppet e il mago di Oz
- Brie Larson in Room
- Brittany Snow in Missione tata
- Dania Ramírez in Senza freni
- Emilia Clarke in Terminator Genisys
- Emma Roberts in Appuntamento con l'amore
- Gillian Jacobs in Ibiza
- Golden Brooks in Something New
- Hina Abdullah in Margaret
- January Jones in X-Men - L'inizio
- Jeany Spark in Red Lights
- Kate Maberly in Neverland - Un sogno per la vita
- Katharine McPhee in La coniglietta di casa
- Laura Harrier in BlacKkKlansman
- Mary Elizabeth Winstead in Final Destination 3
- Meaghan Jette Martin in Geography Club
- Mika Boorem in Sleepover
- Mila Kunis in Jupiter - Il destino dell'universo
- Rachel Hurd-Wood in Profumo - Storia di un assassino
- Rebel Wilson in The Wedding Party
- Sharni Vinson in Shark 3D
- Sofia Vassilieva in La custode di mia sorella
- Sylvia Hoeks in Blade Runner 2049
- Yaya DaCosta in I ragazzi stanno bene
- Zena Grey in Shaggy Dog - Papà che abbaia... non morde
- Zhou Xun in Cloud Atlas
- Jodie Turner-Smith in Queen & Slim
- Hayden Panettiere in Un segreto tra di noi
- Adèle Exarchopoulos in La vita di Adele
- Margo Harshman in Ricetta per un disastro
- Aisling Bea in Home Sweet Home Alone - Mamma, ho perso l'aereo
- Teresa Palmer in The Twin - L'altro volto del male
- Toni Trucks in Una fantastica e incredibile giornata da dimenticare
- Tiffany Haddish ne La casa dei fantasmi
- Gina Rodriguez in Spy Kids: Armageddon
- Kelly Rowland in Mea Culpa
- Natalia Tena in Il buco - Capitolo 2
- Adriana Paz in Emilia Pérez
- Emma Ramos in La mia più grande fan

### Serie televisive
- Brenda Song in Zack e Cody al Grand Hotel, Zack e Cody sul ponte di comando, Wendy Wu: Homecoming Warrior
- Nina Dobrev in The Vampire Diaries, Degrassi: The Next Generation, The Originals
- Emily VanCamp in Brothers & Sisters - Segreti di famiglia, Revenge, The Resident
- Kat Dennings in Senza traccia, 2 Broke Girls, WandaVision, Dollface, Quell'uragano di figlia
- Amanda Bynes in Le cose che amo di te, Amanda Show
- Amber Tamblyn in Joan of Arcadia, Due uomini e mezzo
- AJ Michalka in Grosso guaio a River City, The Goldbergs
- Amanda Warren in East New York, The Night Agent
- MJ Rodriguez in Pose e American Horror Story: Delicate (episodi da 1 a 5)
- Vanessa Ray in Suits, Pretty Little Liars
- Billie Piper in Penny Dreadful, I Hate Suzie
- Awkwafina in Awkwafina è Nora del Queens
- Karen David in Legacies
- Mandy Butcher in Monster Warriors
- Lindsay Lohan in Sick Note
- Carly Chaikin in Mr. Robot
- Tina Majorino in Alice nel Paese delle Meraviglie
- Danielle Panabaker in Una star in periferia, Eli Stone
- Mary-Kate e Ashley Olsen in Due gemelle e una tata
- Taylor Momsen in Gossip Girl
- Dafne Fernández in Paso adelante
- April Matson in Kyle XY
- Gabourey Sidibe in The Big C
- Jamie Lynn Spears in Zoey 101
- Shenae Grimes in 90210
- Kirsty-Leigh Porter in My Spy Family
- Meaghan Jette Martin in 10 cose che odio ti te
- Skyler Samuels in The Gates
- Katharine McPhee in Scorpion
- Amber Riley in Glee
- Lara Cox in The Lost World
- Andrea Bowen in Desperate Housewives
- Zooey Deschanel in New Girl
- Edy Ganem in Devious Maids - Panni sporchi a Beverly Hills
- Nina-Friederike Gnädig in Squadra Speciale Stoccarda
- Emily Robins in Elephant Princess
- Dakota Dos Ramos in Un medico in famiglia
- Vanessa Marano in Switched at Birth - Al posto tuo
- Laura Donnelly in Missing
- Michelle Trachtenberg in Un trofeo per Kylie
- Lindsay Lohan in La mia amica speciale
- Saige Thompson in Samurai Girl
- Martina Hill in Squadra Speciale Cobra 11
- Jurnee Smollett-Bell in Parenthood
- Keshia Knight Pulliam in I Robinson
- Georgina Moffat in Skins
- Jennifer Lawrence in Medium
- Li Jun Li in Quantico
- Gillian Jacobs in Love
- Elliot Page in The Umbrella Academy (1ª voce)
- AJ Michalka in The Goldbergs
- Caitlin Stasey in Reign
- Danielle Savre in Station 19
- Sylvia Hoeks in See
- Song Hye-kyo in The Glory
- Jordana Brewster in Dallas
- Thelma Fardin in Incorreggibili
- Toni Trucks in SEAL Team
- Angel Coulby in Suspicion
- Alicia Gardiner in Deadloch - Uno strano genere di delitti
- Cynthia Erivo in Genius

### Soap opera e telenovelas
- Linsey Godfrey in Beautiful
- Anja Boche in La strada per la felicità
- Lucía Ocampo in Il mondo di Patty
- María del Cerro in Teen Angels
- Mercedes Lambre in Violetta
- Luz Cipriota in Soy Luna

### Film d'animazione
- Vitani da piccola ne Il re leone II - Il regno di Simba
- Mikey Blumberg in Ricreazione - La scuola è finita
- Violetta Parr ne Gli Incredibili - Una "normale" famiglia di supereroi e Gli Incredibili 2
- Piper in Robots
- Jessie in Nome in codice: Brutto Anatroccolo
- Sara Lavrof ne Le avventure di Taddeo l'esploratore, Taddeo l'esploratore e il segreto di re Mida
- Pestifera ne I Puffi 2
- Tiffany Nickle in Ant Bully - Una vita da formica[2]
- Lady Marion in Tom & Jerry e Robin Hood[3]
- Lara in Justin e i cavalieri valorosi
- Lucy ne Il più grande uomo scimmia del Pleistocene
- Coda-Tonda in Peter Rabbit
- Valerie Da Vinci in Cattivissimo me 3
- Akiko Glitter in Emoji - Accendi le emozioni
- Emily O'Brian in Lupin III - Le tattiche degli angeli
- Dawn in Il diario di Barbie
- Sisu in Raya e l'ultimo drago
- Luisa Madrigal in Encanto
- Jessica Drew / Spider-Woman in Spider-Man: Across the Spider-Verse
- Zhen in Kung Fu Panda 4
- Arlene in Garfield - Una missione gustosa
- Bubble in IF - Gli amici immaginari
- Thelma in Thelma l'unicorno

### Serie animate
- Lindsay (1^ voce) in A tutto reality - L'isola, A tutto reality - Azione!, A tutto reality - Il tour e A tutto reality - La vendetta dell'isola
- Wanda in Due fantagenitori (ridoppiaggio st. 1-3) e Due fantagenitori - Ancora più fanta
- Judy Tobin in The Great North[4]
- Mikey Blumberg in Ricreazione
- Mawata Awayuki in Pretear - La leggenda della nuova Biancaneve
- Fuu in Samurai Champloo
- C.C. in Code Geass: Lelouch of the Rebellion
- Tsukiko Sagi in Paranoia Agent
- Fata Shinrabansho in Nabari
- Vanessa Lee in Michiko e Hatchin
- Homura Akemi in Puella Magi Madoka Magica
- Gwen Stacy in The Spectacular Spider-Man
- Mai Lee in Scooby-Doo! Mystery Incorporated
- Tuca in Tuca & Bertie
- Minuet Sonata in Trolls: TrollsTopia
- Courtney in Dead End: Paranormal Park
- Atom Eve in Invincible (serie animata)

### Videogiochi
- Violetta Parr in Gli Incredibili - Quando il pericolo chiama[5] e Gli Incredibili - Una normale famiglia di supereroi[6]
- Xayah in League of Legends

## Riconoscimenti
- Gran Galà del Doppiaggio Romics DD 2008 – Premio voce femminile dell'anno (ex aequo con Laura Romano)[7]
- Gran Premio Internazionale del Doppiaggio 2008 – Premio del pubblico come migliore doppiatrice
- Leggio d'oro 2012 – Leggio d'oro per l'interpretazione femminile per Elliot Page in To Rome with Love[8]